# 小野川喜三郎
小野川 喜三郎（おのがわ きさぶろう、1758年〈宝暦8年［異説では1761年｛宝暦11年｝］〉- 1806年4月30日〈文化3年3月12日〉）は、江戸時代中期の大相撲力士（第5代横綱）。近江国滋賀郡大津京町（幕藩体制下の公儀御料江州大津京町。現・滋賀県大津市京町）出身で小野川部屋に所属した。生来の本名は 川村 喜三郎（かわむら - ）、養子になってのちは 小野川 喜三郎。別の四股名として、師から引き継いだ 小野川 才助（ - さいすけ）がある。
谷風梶之助とともに寛政の勧進相撲繁栄に貢献した。古今十傑の一人。

## 来歴
琵琶湖南西畔で栄える大津の街に生まれた川村喜三郎は、長じて、頭取・小野川才助（初代小野川で、初代小野川才助）の養子となり、安永5年（1776年）、大坂相撲で初土俵を踏んだ。安永8年（1779年）には江戸相撲に合流して二段目筆頭（現在の十両に相当）に付け出されると共に、久留米藩（摂津有馬家）の抱えとなり、赤羽根（武蔵国荏原郡三田町内。現在の芝赤羽）の全域を占めていた摂津有馬家の江戸上屋敷（久留米藩江戸上屋敷。現在の東京都港区三田1-4に所在した）内に小野川部屋が開かれた。
天明2年（1782年）3月場所7日目には、未だ二段目であった小野川が、大関・谷風（2代目谷風梶之助）の63連勝を止める殊勲の星を上げた。取組内容は、突いていなしたのち、渡し込みで破っている。時の狂歌師・大田南畝（蜀山人）は、この大番狂わせを「谷風はまけたまけたと小野川が 喝をよりねの高い取り沙汰」と詠んでいる。これ以降、両力士の取組は相撲史上に残る名勝負として現在まで語り継がれている。その功績により、来る将軍・徳川家斉の上覧相撲に備えて、寛政元年（1789年）11月場所の7日目に、吉田司家から大関・谷風と関脇・小野川が共に横綱免許を授与された。事実上、これが現在まで引き継がれている横綱制度の始まりである。かくして寛政3年6月11日（1791年7月11日）に向両国の回向院（現在の東京都墨田区両国2‐8‐10に所在）境内で開催された上覧相撲では、家斉の要請を受けて谷風・小野川戦が特別に組まれ、両力士は以前と変わらない熱戦を繰り広げて家斉を喜ばせた。
寛政元年（1789年）3月から寛政3年（1791年）11月までの六場所間は、優勝相当成績五回、その間敗れたのは寛政2年（1790年）11月場所9日目の谷風戦のみ（そのときまで32連勝）と、谷風から第一人者の座を奪ったといえるほどの活躍を見せた。だが、寛政4年（1792年）3月場所からは欠場が多くなり、寛政9年（1797年）の10月場所を最後に引退した。
享和元年（1801年）、師であり義父であった初代小野川才助が死去。それからおよそ5年後の文化3年3月12日（1806年4月30日）、小野川喜三郎も江戸で死去した。満年齢でおよそ48歳没。帰坂して没したという通説は誤りである。
なお、小野川喜三郎が没した後、阿武松緑之助が横綱免許を授与されるまでの間、すなわち、文化3年3月13日（1806年5月1日）から文政11年2月（1828年3月頃）までの約22年間、存命中の横綱経験者が1人もいない状態になっていた。これは、事実上の成立期から現在（2021年）までの横綱制度全史において唯一の例となっている。もっとも、その期間中に横綱に値する力士が輩出されなかったというわけではなく、文政6年（1823年）に柏戸利助と4代目玉垣額之助が五条家から横綱免許の授与を同時に打診されながらも、吉田司家に遠慮して共に辞退している。
初代小野川才助に始まる「小野川」という名は小野川喜三郎（2代目小野川才助）の没後も長く引き継がれ、2021年（令和3年）下半期現在、日本相撲協会が所有する年寄名跡の一つに数えられている。

## 人物
体躯・筋力に優れる谷風に対して、機敏なスピード相撲で知られ、谷風・雷電の両強豪に挟撃されながら歴代一級の戦績を残したことで、現在では「大相撲史上最強のナンバー2」と評される。なお、雷電とは全盛期を過ぎてからの対戦が多く、江戸では一度も勝てなかった。
谷風は自室の床の間に小野川の画像を掲げていた。中井竹山がそのわけを聞くと「相撲取りというのは勝てない相手にはずいぶん汚い立ち合いをするものですが、小野川関にかぎって、いつでも仕切りに念をいれて、決して相撲をみだりに取らぬ人です。かような人がいてこそ、私のことを強いとか何とか申されるようになったもので、それゆえ、私はこの人を床の間にまつっておかねばならぬわけです」と語ったという 。一方、「尚古堂相撲草」に、「小野川は片手をわきの下へ入れ、立ち合いもさされぬ用心なり、すきなき事かくの如くにして谷風の足しびれたる時分、様子をうかがひ立ち合たり、誰にも喜三郎この通り立合きたなし」と、作戦的な立ち合いが批判されている。
横綱免許授与後に最も数多く使用した四股名は「小野川喜三郎」であるが、大関の時（当時は横綱免許と番付は無関係）は「小野川才助」と書かれていた。

## 主な成績
- 幕内通算成績：144勝13敗4分10預3無40休　勝率.917（23場所）[2]
- 優勝相当成績：7回 [2]

### 場所別成績
江戸相撲の本場所のみを示す。
| 1779年 | x                        | 東幕下筆頭 0–0–10        |
| 1780年 | 東幕下筆頭 0–0–6         | 東幕下5枚目 8–2          |
| 1781年 | 東前頭3枚目 5–1–3 1預    | 東幕下5枚目 6–2–2        |
| 1782年 | 東幕下3枚目 5–1–4        | 東前頭4枚目 7–1–1 1分    |
| 1783年 | 東前頭4枚目 5–0–3 1預1無 | 東前頭2枚目 6–0–2 1分1預 |
| 1784年 | 東小結 6–2 2預           | 東関脇 9–0 1無           |
| 1786年 | 番付非掲載 不出場        | 東関脇 7–0–3             |
| 1787年 | 東関脇 – 興行中止        | 東関脇 7–1–2             |
| 1788年 | 東関脇 7–2–1             | 東関脇 7–1–1 1預         |
| 1789年 | 東関脇 10–0              | 東関脇 8–0 1分1預        |
| 1790年 | 東大関 8–0 1無           | 東大関 6–1–2 1預         |
| 1791年 | 東大関 8–0–1 1無         | 東大関 8–0–1 1預         |
| 1792年 | 番付非掲載 不出場        | 番付非掲載 不出場        |
| 1793年 | 番付非掲載 不出場        | 東大関 8–1 1分           |
| 1794年 | 東大関 3–0–7             | 東大関 0–0–10            |
| 1795年 | 東大関 4–0–1             | 番付非掲載 不出場        |
| 1796年 | 番付非掲載 不出場        | 東大関 7–2–1             |
| 1797年 | 東大関 引退 8–1–1        | x                        |
| 各欄の数字は、「勝ち-負け-休場」を示す。 優勝 引退 休場 十両 幕下 三賞：敢=敢闘賞、殊=殊勲賞、技=技能賞 その他：★=金星 番付階級：幕内 - 十両 - 幕下 - 三段目 - 序二段 - 序ノ口 幕内序列：横綱 - 大関 - 関脇 - 小結 - 前頭（「#数字」は各位内の序列） |                          |                          |

## 関連作品

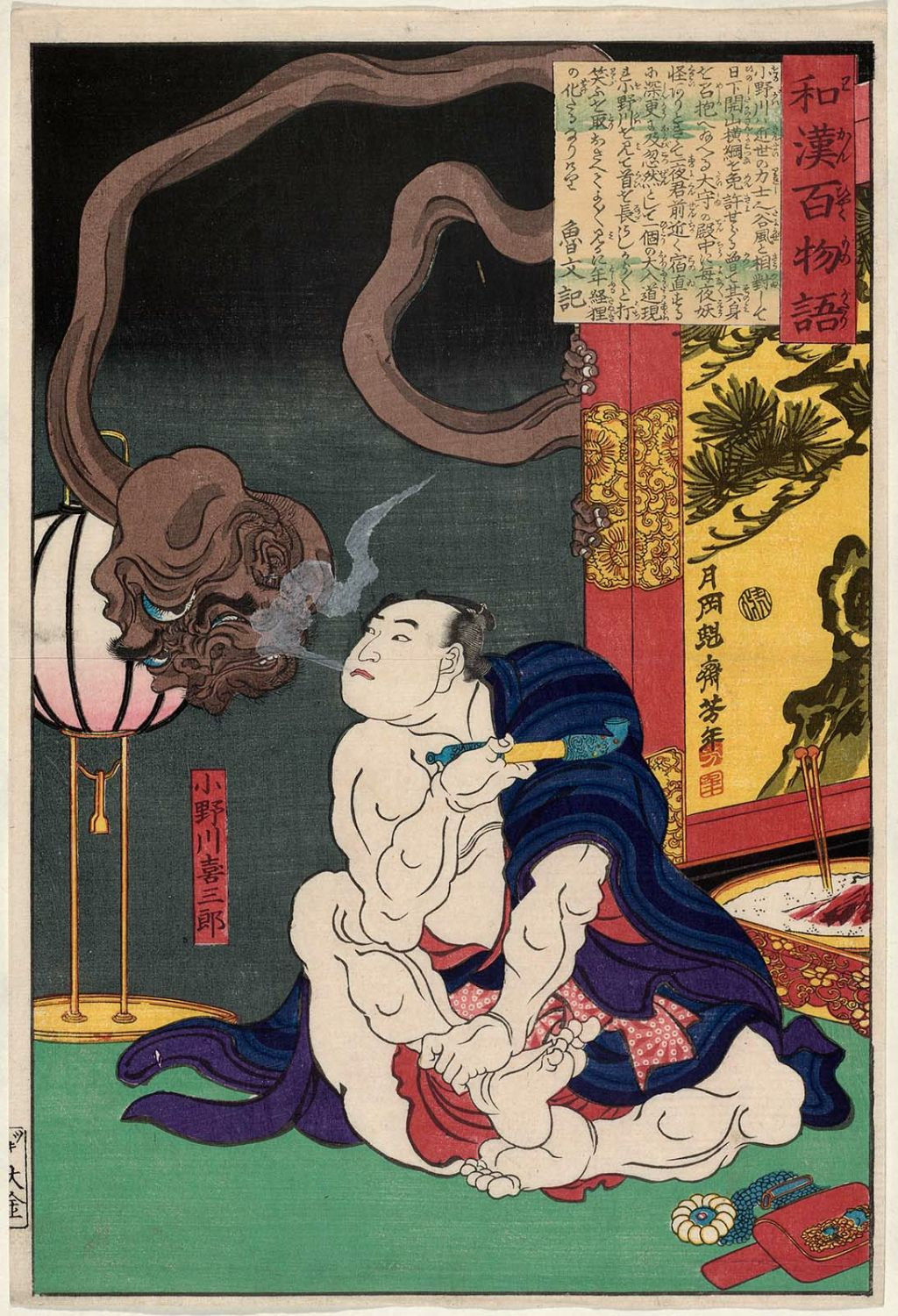
月岡芳年『和漢百物語 小野川喜三郎』／大入道の轆轤首に化けて屏風か衝立の裏から立ち現れた古狸に少しも動じることなく煙草の煙を吹き掛ける横綱・小野川喜三郎の豪胆を描く。煙を喰らった大入道は、如何にも嫌そうな表情で顔を背けている。

- 勝川春章『谷風梶之助 小野川喜三郎 行事木村庄之助』 [7]

天明3年（1783年）刊行の相撲絵。横大判錦絵。作品の慣習名には、並びに沿った『谷風梶之助 行事木村庄之助 小野川喜三郎』などもある。立ち合いで見合う谷風（左）・小野川（右）と、仕切る行事（=行司）・木村庄之助を描く。時期的に、この木村庄之助は谷風・小野川が活躍した寛政期の名行司として知られる7代目であり、すなわち本図は、寛政期の勧進相撲を彩った傑物の揃い踏みということになる。『ブリタニカ国際大百科事典 小項目事典』は相撲絵の優れた作例の一つとして本図を挙げている。
- 勝川春好『横綱ノ図 東三十三ヵ国ノ関　小野川』

小野川喜三郎の土俵入りを描いた相撲絵。縦判錦絵。
- 浮世絵『横綱伝達　谷風梶之助 小野川喜三郎』

刊行時期不明。縦判錦絵三枚続。大関・谷風と関脇・小野川が横綱免許の授与を伝達される儀式に臨んでいる土俵上の場面を描いた相撲絵。画面右手・西方の谷風と画面左手・東方の小野川は共に蹲踞して式に臨み、のちに大関となる初代錦木（錦木塚右エ門）が土俵中央で2力士が締めることとなる“横綱”の準備をしている。後ろに控えるは立行司・7代目木村庄之助。
- 怪異譚『有馬怪猫伝』

『芝赤羽の有馬屋敷の化け猫騒動』などともいう。小野川の抱え大名である摂津有馬家の江戸藩邸と言えば、赤羽根（現在の芝赤羽）にあった江戸上屋敷（久留米藩上屋敷。現在の東京都港区三田1-4に所在した）奥座敷における化け猫騒動『有馬怪猫伝』が、「猫三大話」などとも呼ばれる「三大化け猫騒動」の一つに数えられるほど有名で、藩邸警護方の侍・山村大膳に加勢する形で、妖怪を退治させるべく召し出された横綱・小野川が活躍している。これは幕末に広まった怪異譚で、江戸市中の寄席や芝居小屋で上演されて人気を博した。
- 特定名不明の怪異譚（有馬家上屋敷の大入道）

これも幕末に広まった怪異譚で、横綱・小野川が妖怪を退治する話であるが、後述する浮世絵以外の資料は乏しい。
- 月岡芳年『和漢百物語 小野川喜三郎』

浮世絵揃物『和漢百物語』の第13図。慶応元年8月（1865年9月頃）刊の妖怪絵。縦大判東錦絵。摂津有馬家の江戸上屋敷では、大入道が出没するなど度重なる怪異があった。この怪異を調べて退治させるべく召し出された抱え力士の横綱・小野川喜三郎は、現れ出た大入道に悠然と対峙し、いとも容易く退治してしまったという。大入道の正体は古狸（こり）であった。この怪異譚を卓越した筆致で視覚化したのが本作である。■右の画像も参照のこと。
- 講談『寛政力士伝』

1896年（明治29年）には、貞鏡を名乗っていた講談師・4代目真龍斎貞水（一龍斎貞水、早川貞水）が『寛政力士伝』を刊行した。これは、寛政期を飾った谷風・雷電・小野川の3力士を中心に、佐野山の孝心、稲川馬之助の義俠などを描いた講談で、谷風の七善根、雷電の封じ手、小野川雷電遺恨相撲などが特に評判を取っている。